# シカゴ国際映画祭
シカゴ国際映画祭（シカゴこくさいえいがさい、Chicago International Film Festival）は、イリノイ州シカゴで毎年行われる映画祭。北米で最も古く歴史のある映画祭のひとつである。

## 概要
1965年より開催されている。毎年10月開催。2005年には101本の長編映画と42本の短編映画が上映された。
ヒューゴ・テレビ賞は「シカゴ国際映画祭」の中でのテレビ番組を対象にしたコンクールで、「創造性」や「オリジナリティ」の点で特に優れた作品が表彰される。